# Dimitrie Anghel
Dimitrie Anghel (Miroslava, 16 luglio 1872 – Iași, 13 novembre 1914) è stato uno scrittore rumeno.
Simbolista influenzato da Charles Baudelaire e Arthur Rimbaud, scrisse spesso in collaborazione con Ștefan Octavian Iosif. Fu autore delle opere Nel giardino (1903), Fantasie (1909), Fantasma (1911) e Lo specchio incantato  (1911).